# Snæfelli
Snæfelli è un rilievo alto 644 metri sul mare situata sull'isola di Borðoy, situata nell'arcipelago delle Fær Øer, in Danimarca.